# Siêu vật liệu cỡ micro
Siêu vật liệu cấu trúc cỡ micro là các cấu trúc tổng hợp nhằm tạo ra các ưu điểm cơ học mong muốn cụ thể. Những thiết kế này thường được lấy cảm hứng từ các vật liệu tế bào tự nhiên như mô thực vật và xương có hiệu suất cơ học cao hơn do tỷ lệ trọng lượng trên độ cứng thấp.

## Tổng hợp

### In li-tô lập thể cỡ micro
Đây là công nghệ in 3D từng lớp cho phép tạo ra các cấu trúc 3-D tùy ý. Cùng với các kỹ thuật mạ nano, In li-tô lập thể micro có thể tạo ra các mạng kích thước micro phức tạp với mật độ cực thấp.
Quá trình này thường bao gồm một mạng che quang học kỹ thuật số có thể cấu hình lại một cách tự động. Mô hình 3-D được phân tách thành một loạt các mặt 2-D, mẫu được truyền tới mạng che quang học. Khi chiếu xuyên qua bằng tia cực tím, mạng che sẽ truyền hình ảnh của các mặt phẳng lên ống kính, sau đó chiếu nó lên một loại nhựa polyme cảm quang như 1,6-hexanediol diacrylate (HDDA) làm cho chất lỏng được đông cứng trong các vùng bị phơi sáng. Quá trình này được lặp lại cho mỗi lớp và được ghép lại với nhau để tạo thành một hệ thống 3-D. Các mạng phi polymer cũng có thể được tạo ra từ quá trình này bằng cách xử lý bổ sung. Ví dụ, cấu trúc kim loại có thể được tạo ra bằng cách mạ điện phân lên cấu trúc cơ bản, sau đó loại bỏ polymer thông qua việc gia nhiệt. Kỹ thuật lắng đọng tương tự cũng có thể được sử dụng để tạo cấu trúc gốm.

### In giao diện lỏng liên tục (CLIP)
Kỹ thuật này là một sự cải tiến của in li-tô theo từng lớp. Sản xuất bồi đắp có thể tốn thời gian và tạo ra các cấu trúc có thiếu sót. Trong in 3-D thông thường, sự ức chế oxy thường gây ra các bề mặt đóng rắn và cồng kềnh không hoàn toàn trong quá trình trùng hợp quang. Bằng cách giới thiệu mức độ kiểm soát oxy, khởi động hiệu quả và tuyên truyền của các chuỗi polymer liên tục sẽ cho kết quả. Quá trình CLIP với việc chiếu một chuỗi liên tục các hình ảnh UV (được tạo ra bởi một đơn vị xử lý ánh sáng kỹ thuật số) thông qua một cửa sổ trong suốt có khả năng thấm oxy, bên dưới bể nhựa lỏng. Phía trên một cửa sổ có thể thẩm thấu, có một sự ức chế oxy "vùng chết" được duy trì bởi một giao diện chất lỏng. Phía trên vùng chết, phần đông cứng được rút ra liên tục khỏi bể nhựa, từ đó tạo ra lực hút liên tục làm mới nhựa lỏng phản ứng. Không giống như in li-tô lập thể sử dụng từng bước xử lý, CLIP sử dụng một dòng chảy liên tục.

## Các dạng
Ở các giới hạn mật độ tương đối thấp, các cấu trúc này cho thấy mật độ kết hợp với độ cứng và các mối quan hệ độ bền: {\displaystyle E/E_{s}\propto (\rho /\rho _{s})^{n}} {\displaystyle \sigma _{y}/\sigma _{ys}\propto (\rho /\rho _{s})^{n}}E là Mô đun Young, y là ứng suất kéo, ρ là mật độ và chỉ số s biểu thị giá trị khối của thuộc tính được chỉ định.

### Chịu kéo căng
Các cấu trúc chịu kéo như cấu trúc ứng suất octet đã giảm mật độ đến độ cứng khớp nối với n khoảng 1 trên nhiều độ lớn của mật độ. Điều này cho phép tạo ra các siêu vật liệu cấu trúc vừa hấp thụ siêu nhẹ, mạnh mẽ vừa hấp thụ năng lượng, với hành vi đàn hồi lên tới 50%. Thường thì các cấu trúc này có tính đẳng hướng cao, với hành vi của chúng không đổi theo các hướng tải khác nhau.

### Chịu uốn
Các cấu trúc chịu nén thường như cấu trúc tetrakaidecahedron có giá trị n cao hơn dẫn đến tỉ số mật độ trên độ cứng phi tuyến tính, vì tải trên các tinh thể này là dạng cắt, không phải dạng kéo như trong đối tác được chịu kéo của chúng. Tuy nhiên, các cấu trúc này cũng có thể chịu nén cao. Ví dụ, các aerogen graphene khối lượng lớn 3-D đơn giản được tạo ra bằng cách sử dụng in li-tô theo lớp cho các đặc tính trọng lượng nhẹ, dẫn điện và siêu nén (chịu biến dạng nén lên tới 90%).